# Чапля (орнітологічний заказник, Київська область)
Ча́пля — орнітологічний заказник місцевого значення в Україні. Розташований на території Іванківського району Київської області. 
Площа 1,3 га. Об'єкт розташований у межах Іванківського держлісгоспу Білобережського лісництва, кв. 7, вид. 3, на північній околиці села Рокитна Слобода, навпроти кладовища. Оголошено рішенням Київського облвиконкому від 12 січня 1987 року № 5. 
Заказник є унікальними поселеннями чаплі сірої у високопродуктивних соснових насадженнях.

## Світлини

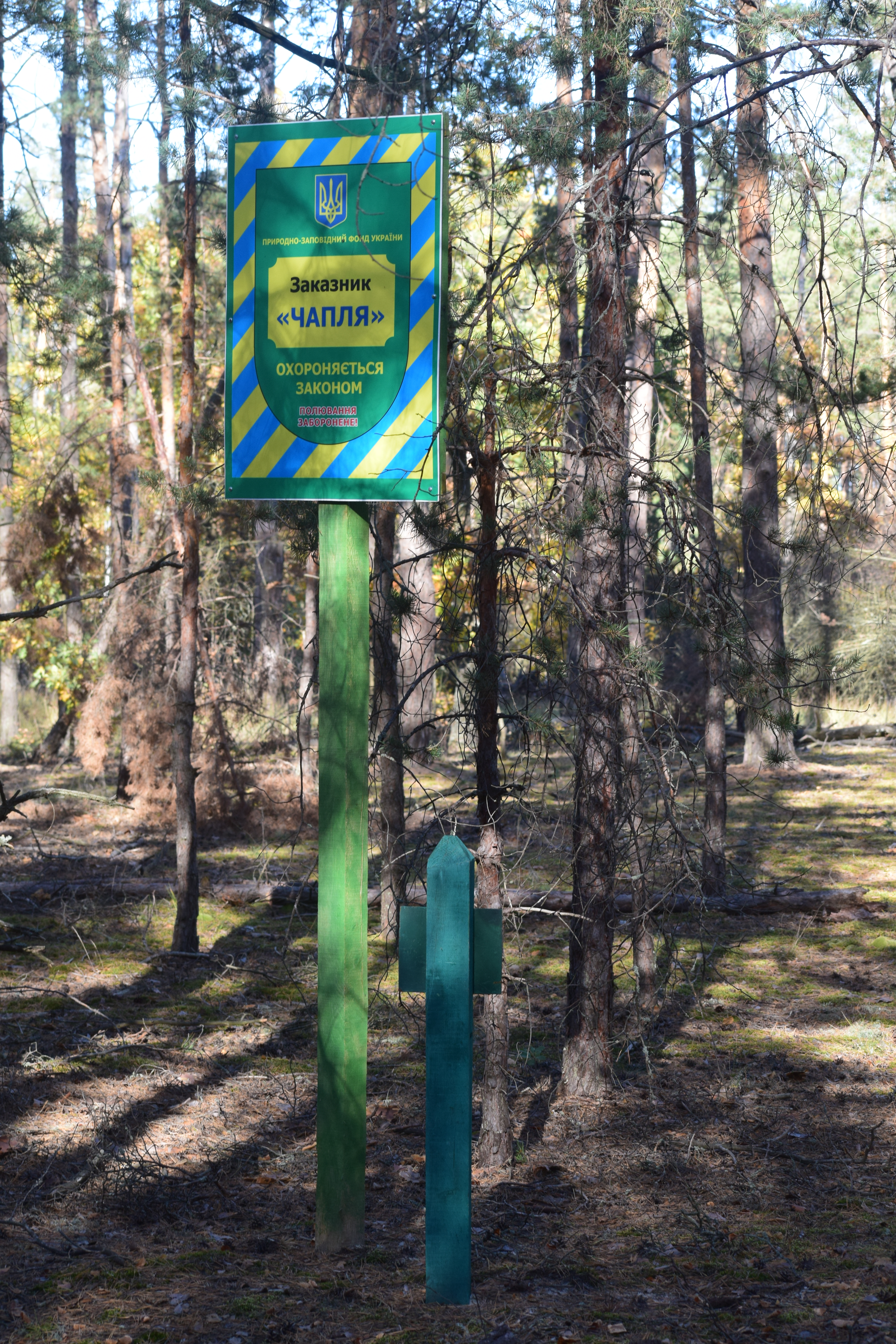
Табличка
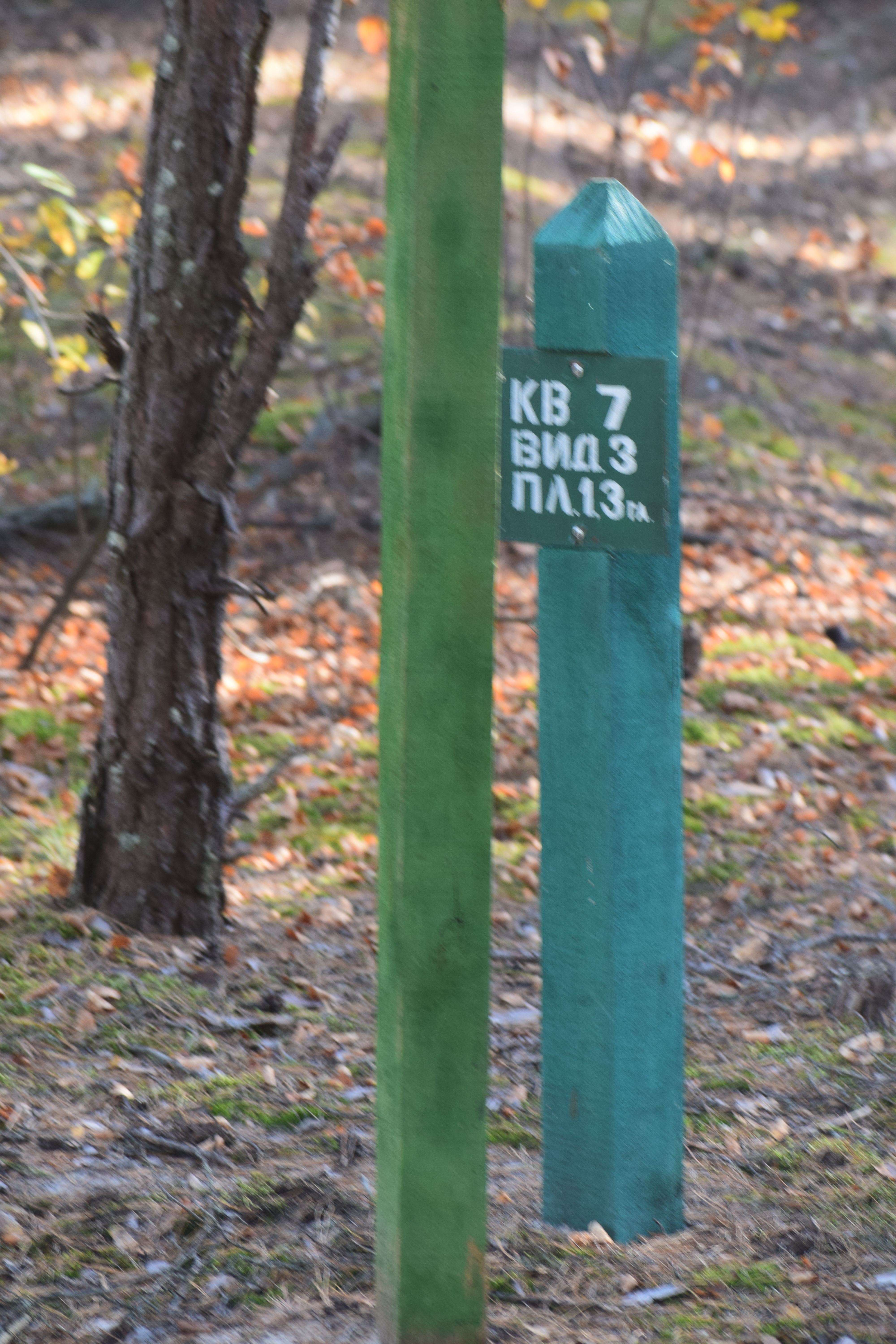
Стовпчик
Панорама
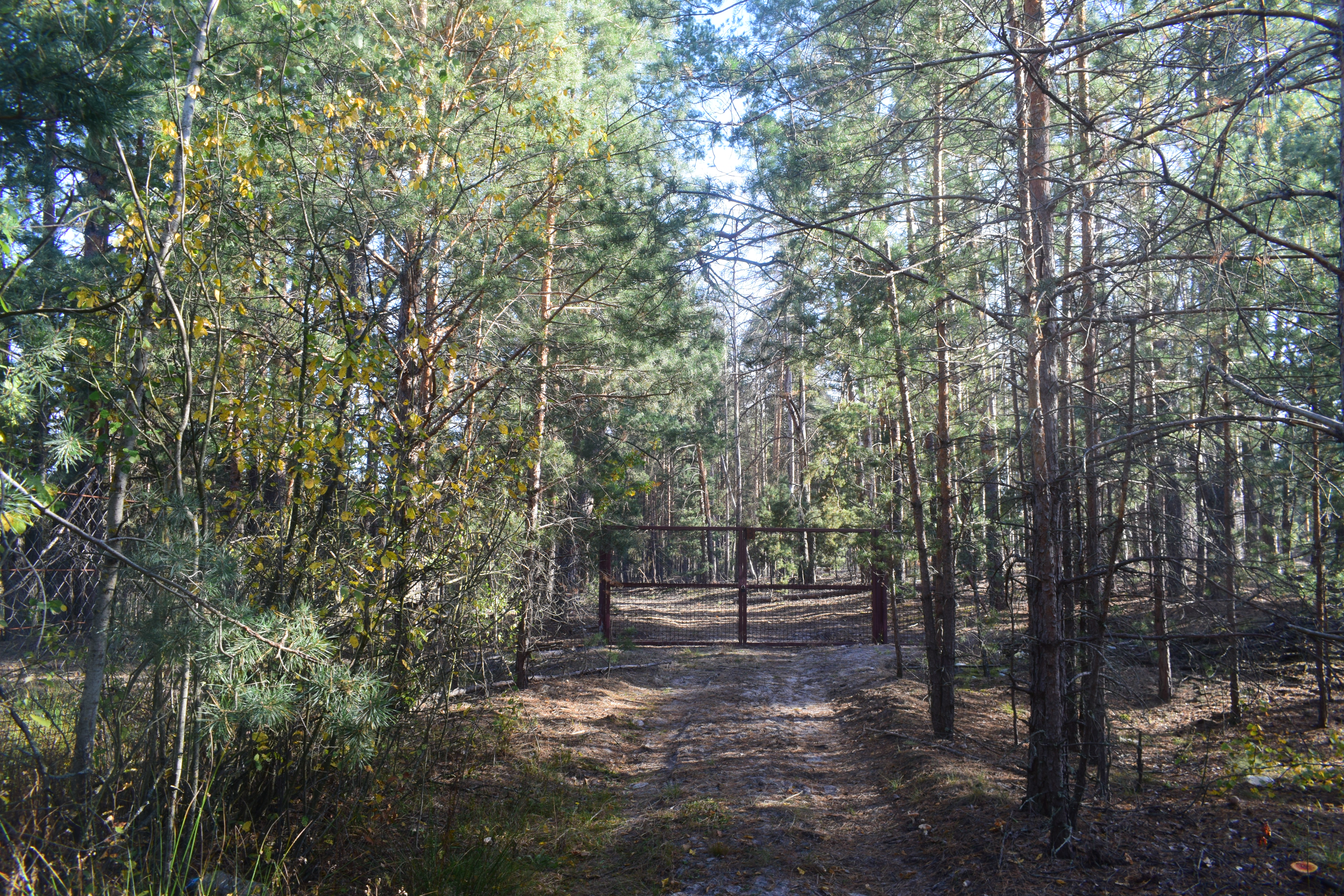
Вхід з глибини кварталу